# アンチャーテッド 古代神の秘宝
『アンチャーテッド 古代神の秘宝』(原題：Uncharted: The Lost Legacy) は2017年のアクションアドベンチャーゲーム。
本作はPlayStation 4用に2017年8月に発売され、PlayStation 5用のリマスター版は2022年1月に発売された。Microsoft Windowsは2022年後半に発売される。本作の評価は肯定的であった。

## 概要
PlayStationExperience 2016で発表された、『アンチャーテッド 海賊王と最後の秘宝』のダウンロードコンテンツ(DLC)。アンチャーテッドシリーズでは初のDLCである。『海賊王と最後の秘宝』のシーズンパスを所有している場合は、無料でダウンロードできる。単体のパッケージおよびダウンロードソフトとしても販売されており、単体版にはPS4版『ジャック×ダクスター 旧世界の遺産』が特典として付属する。 
『アンチャーテッド 黄金刀と消えた船団』『アンチャーテッド 砂漠に眠るアトランティス』に登場した女性トレジャーハンターのクロエ・フレイザーが主人公となり、シリーズの主人公であるネイサン・ドレイクは登場しないが、その兄サムが登場する。また、クロエの冒険のパートナーとして、『海賊王と最後の秘宝』で敵役であったナディーン・ロスが登場する。
ストーリーは『海賊王と最後の秘宝』から半年後のインドを舞台とした物語で、古代インドの秘宝「ガネーシャの牙」を巡る冒険が描かれる。ナディーンの過去が掘り下げられ、全てを失ったナディーンが新たな夢を持つことと、女性二人の友情がテーマの一つとなっている。
本作は『海賊王と最後の秘宝』のマルチプレイを利用できるようになる。本作のマルチプレイには追加コンテンツがある。

## ゲームプレイ
ゲームシステムは基本的に『海賊王と最後の秘宝』を踏襲しており、同作での新要素「ロープアクション」「ハーケン」も引き継がれている。プレイ画面とカットシーンの切り替えがほとんどなく、プレイ画面上でシームレスにストーリーが進行する。また、一部のチャプターでは「ワイドリニア」という方式が採用されており、一本道のストーリーでありながらも、オープンワールドのような広大なマップ内を自由に移動し探索できるようになっている。
今作独自の要素として、ピッキングが登場する。敵の軍のボックスの鍵をピッキングして解錠すると、中にある武器や収集要素のお宝を入手することができる。

## ストーリー
プロローグ 「スリランカ」
「海賊王と最後の秘宝」の出来事から半年後。トレジャーハンターのクロエ・フレイザーは、古代インドの伝説の秘宝「ガネーシャの牙」を探し求め、スリランカを訪れた。ガネーシャはヒンドゥー教の神であるシヴァの息子で、象のような容姿をしており、シヴァの寺院を守護している時に英雄パラシュラーマにより斧で片方の牙を斬り落とされたという伝説があった。クロエは、考古学者だった父親がガネーシャの牙の探索中に盗賊に殺された過去があるため、ガネーシャの牙には特別な思い入れがあった。そのため、父から送られてきた金のガネーシャをお守り代わりに持っていた。
クロエはスリランカに着くと、現地の市場で服飾店を営む幼い少女ミーヌと知り合う。ミーヌは商品の代金の代わりにクロエが持つ金のガネーシャを要求するが、クロエはそれを断る。その後、彼女の助力で反乱軍が制圧している街に侵入。街中をすり抜け、予め雇っていた冒険のパートナーと合流する。そのパートナーとは、かつて民間軍事会社のボスであった傭兵のナディーン・ロス。クロエとナディーンは、反乱軍の指導者であるアサーブのオフィスに忍び込む。アサーブはナディーンの昔の恋人であり、インドで内戦を起こすための資金源としてガネーシャの牙を狙っていた。クロエとナディーンは、ガネーシャの牙を探す鍵となる「円盤」を盗むが、アサーブに見つかってしまい、彼の軍の追撃をかわして何とか逃走する。
序盤 「西ガーツ」(ハレービード)
クロエとナディーンは、インドの西ガーツを訪れる。そこは、11世紀から14世紀頃に栄えていた王朝「ホイサラ朝」の古い遺跡が無数に点在する場所だった。2人はアサーブの軍の襲撃を掻い潜りながら、円盤に刻まれたヒンドゥー教の武器「ガネーシャの矛」「シヴァの弓」「パラシュラーマの斧」の印がある3つの塔の仕掛けを起動して巨大な門を開き、ホイサラ朝の2つの都のうちの1つである「ハレービード」にたどり着く。そこで2人はガネーシャの牙を探し、探索の末にハレービードの遺跡の最深部に到着する。しかし、そこに牙はなく、台座に円盤をはめ込むと仕掛けが作動し、円盤は「シヴァの目」に変形する。シヴァがもう1つの都「ベルール」の象徴であることから、クロエは、ハレービードはホイサラを攻めるペルシャ軍を欺くための囮で、牙はベルールに隠されていると推理する。
ベルールに向かおうとした矢先、2人はアサーブの反乱軍に襲撃され、シヴァの目を奪われてしまう。そこで2人がかりでアサーブと対決するが、彼の卓越した格闘術に敵わず、水路に落とされてしまう、その後、2人が門の外に戻ると、遠くに先ほどまではなかった巨大な牛の形の門が出現していた。牛はシヴァの門番であるため、そこはベルールへの門に他ならなかった。ナディーンは双眼鏡でベルールの門に入るアサーブ達を見るが、その中にサミュエル・ドレイクの姿を見つける。サムはナディーンにとって、半年前に海賊王エイヴリーの財宝探索の中で敵対した、因縁の相手だった。ナディーンが「アサーブと共にドレイクも殺せる」と敵意をむき出しにすると、クロエはサムがアサーブに捕まる前に彼と組んでいたと明かす。自分にとって宿敵であるサムと組んでいたという話を聞き、ナディーンは激怒。クロエを殴って彼女との決別を宣言し、一人で探索に乗り出す。クロエは彼女の後を追い、険悪な雰囲気ながらも共闘してアサーブの軍と戦ったり、幾多の危機を乗り越えていくうちに、徐々に和解していく。
中盤 「西ガーツ」(ベルール)
クロエとナディーンは、牛の門に入りベルールを目指すが、突如何かの鳴き声が聞こえてくる。その鳴き声のほうに行くと、インドゾウの子供が瓦礫に挟まれ動けなくなっていた。アサーブ達が発破を使って探索したため、その爆破の衝撃で崩れた瓦礫に挟まれたのだった。2人は子ゾウを助けると、子ゾウは2人を乗せたままどこかに向かって歩き出す。その先にはインドゾウの群れがおり、子ゾウは無事親と再会できたのだった。
その後、2人は洞窟を進み、巨大かつ荘厳なベルールの遺跡にたどり着く。しかし、そこにはすでにアサーブの軍がおり、クロエ達が追って来られないように入口が発破で塞がれていた。2人は別の入口から遺跡の中に入って探索し、広間にあるガネーシャの牙の像を発見する。その像の上には金の神々が沢山置かれており、1か所だけ神が抜けているところがあった。クロエが金のガネーシャをそこに置くと、秘密の入口が開く。それは、クロエの父もここに来ていたことを意味していた。その入り口からさらに奥に行くと、巨大なシヴァ像がある部屋に出る。2人はシヴァ像の仕掛けを解くが、そこにアサーブの軍が現れ応戦。しかし、奮闘もむなしく捕まってしまう。
アサーブは、サムがホイサラの専門家ではなく、自らをずっと間違った方向へ導いていたことに気づいていた。彼はシヴァの目を使って入口を開き、ナディーンとサムを人質に取って、クロエにガネーシャの牙を見つけ出すよう脅す。クロエはやむなくアサーブに従い、遺跡の仕掛けを解くと、ついにガネーシャの牙が出現。アサーブはガネーシャの牙を手にすると、クロエ達3人を手錠で繋いだうえで部屋を爆破し溺死させようとするが、クロエが全員の手錠を開錠し、辛くも遺跡からの脱出に成功。その後、3人はガネーシャの牙を取り返すため、アサーブを追う。
終盤 「鉄道」
サムの話によると、アサーブは古い列車の車庫で武器の取引をするという。3人はアサーブを追って取引場所の車庫に向かうが、そこで3人は、アサーブの取引相手が民間軍事会社の「ショアライン」であることを知る。ショアラインはかつてナディーンがボスを務めていた会社であり、今は彼女から造反した元部下のオルカが指揮を執っていた。それを知ったナディーンは激怒。アサーブは、ガネーシャの牙をオルカに渡し、それと引き換えに武器や弾薬を受け取っていた。
クロエ達はオルカのヘリコプターを撃墜し、彼の手からガネーシャの牙を取り返す。その後、その場にあった資料などから、アサーブが都市を破壊できるほどの巨大なミサイル弾頭を入手しており、それを無人の貨物列車に積み首都中心部で爆発させ内戦を引き起こそうとしていることを知る。クロエは首都爆破を阻止しようと決意し、ナディーンとサムを説得してアサーブを再び追う。
3人はジープを奪い取り、弾頭を積んでいる列車に追いつく。クロエとナディーンは列車に飛び乗り、列車を止めるべく先頭車両を目指しながら、アサーブの部下と交戦。その後、クロエは一計を案じ、一時列車から離れてジープで先回りし、サムと共に線路を切り替えて列車の進路を首都から変更する。しかし、進路が変わった列車の進む先には、崩落し寸断している橋があった。その後、クロエは再び列車に追いつき飛び乗ると、ナディーンと共に再びアサーブとの闘いに挑む。2人は彼の格闘術に苦戦を強いられるが、息の合ったコンビネーションでアサーブを追い詰め、遂にアサーブは台座から落ちたミサイル弾頭に足をはさまれ動けなくなる。そして、列車が寸断した橋にさしかかり落下し始めると、アサーブはミサイル諸共転落し爆死。クロエとナディーンは間一髪、列車からの脱出に成功する。
エピローグ
ナディーンは、今後もクロエとコンビを組んでトレジャーハントを続けることを決める。サムは、2人がガネーシャの牙をインドの文化省に寄贈するつもりだと聞き、唖然とする。

## チャプター
スリランカ(市場)
プロローグ
スリランカ(制圧地域)
1 - スリランカの街
2 - 潜入
インド(西ガーツ)
3 - 父の故郷へ
4 - 西ガーツ
ハレービード
5 - 伝説の戦い
西ガーツ
6 - 門を守る者
ベルール
7 - 古代神の秘宝
鉄道
8 - 相棒
9 - 旅の終わり

## 登場人物

### 主人公グループ
クロエ・フレイザー（Chloe Frazer）
声 - 勝生真沙子
今作の主人公。プロのトレジャーハンターで、ネイトの元彼女。オーストラリア生まれで、インド人の血を引いている。女性であることを武器にし、情報収集や策略を企てるのが得意。またその身体能力もネイトに引けを取らない。さらに、トレジャーハンターの間で屈指の名ドライバーとして知られるほどの、卓越したドライビング技術も持っている。性格は奔放で、どこか掴み所がない。古代インドの秘宝「ガネーシャの牙」を追い、ナディーンと共に冒険を繰り広げる。考古学者だった父がかつてガネーシャの牙の探索をしていたため、ガネーシャの牙には特別な思い入れがある。
ナディーン・ロス（Nadine Ross）
声 - 小島幸子
「海賊王と最後の秘宝」にも登場した、民間軍事会社「ショアライン」の元ボス。軍隊式格闘術に長けており、男性とも互角以上に渡り合える実力を持つ。「海賊王と最後の秘宝」の冒険の後にショアラインでの実権を失い、現在はフリーの傭兵として資金集めをしている。今作ではクロエに雇われ、彼女と共にガネーシャの牙を追う冒険に出る。ビジネスライクな現実主義者で、会社の実権を取り戻すため、かつて対立したドレイク兄弟の仲間であるクロエと契約した。アサーブはかつての恋人であり、お互いに性格ややり口を熟知している。そのため、クロエに対しアサーブの危険性や対処法を忠告する。
サミュエル・ドレイク（Samuel Drake）
声 - 井上和彦
「海賊王と最後の秘宝」にも登場した、シリーズの主人公ネイトの兄。愛称は「サム」。ヘンリー・エイヴリーの財宝を巡る大冒険の後も、トレジャーハントを続けている。今作ではクロエに誘われ、ガネーシャの牙を探す鍵となる「円盤」を探しに行く。しかし、アサーブの手に落ちてしまい、彼の秘宝探索の手助けをさせられる。

### 敵対者
アサーブ（Asav）
声 - 宮本充
インドで内戦を起こした反乱軍の指導者。元医師。優れた軍人であり、長年にわたって「独立」のための戦いを続けてきた。反乱軍の資金源にするためにガネーシャの牙を探している。狡猾な性格で、自分の居場所を他人につかませない。また、近接格闘の達人であり、クロエとナディーンが2人がかりで闘っても苦戦を強いられるほどの実力を持つ。ナディーンの元恋人であり、お互いに性格ややり口を熟知している。
オルカ（Orca）
声 - 斉藤次郎
ショアラインの傭兵部隊のリーダー。「海賊王と最後の秘宝」ではナディーンの側近だったが、彼女が実権を失ってからは傭兵部隊を指揮する立場になる。アサーブと取引し、ガネーシャの牙と引き換えに強力なミサイル弾頭を渡した。

### その他
ミーヌ（Meenu）
声 - 飯沼南実
スリランカの市場で服飾品のお店をしている女の子。元は父親が開いた店だが、父が戦争参加のためインド軍に志願したため、現在は一人で店を切り盛りしている。クロエの持つガネーシャ像に興味を示し、代金の代わりに提案したが、クロエに断られた。それでもガネーシャの像を諦められきれず、市場の案内を申し出て半ば強引にクロエを先導する。先導中に隙を見てガネーシャ像をスッたが、すぐにクロエにバレて取り返さえた。その後、クロエが検問を抜けてトラックに乗り込めるよう、兵士たちに声をかけて気を引く手助けをした。

## 登場する武器
サイレンサー付きのピストル
Desert 5
クリボスクXS
Micro 9mm
RKL-155
P90
INSAS
Type 95
アローヘッド A3c
キャリガン 53
ハービンジャースナイパー
US-AN 12オートショットガン
S-12 ショットガン
C4

## 開発
ノーティードッグは『海賊王と最後の秘宝』の発売後の2016年5月に『アンチャーテッド 古代神の秘宝』の開発を始め、最初は物語のアイデアを探した。Kurt MargenauとShaun Escaygがそれぞれゲームディレクターとクリエイティブディレクターとして開発のリーダーに選ばれた。Margenauはプログラミングの知識と、ゲームや対話性に対する情熱のため選ばれた。一方、Escaygは物語の構造を理解しているため選ばれた。本作のオリジナル楽曲をヘンリー・ジャックマンが作曲した。ジャックマンは前作の『海賊王と最後の秘宝』でも作曲を行った。開発チームは当初『アンチャーテッド5』の制作について熟考したが、同時に『The Last of Us Part II』を開発しており、早めの発売を目指して物語を縮小することにした。そのため、『海賊王と最後の秘宝』のダウンロードコンテンツ（DLC）を制作することを選択した。
本作は2016年12月4日にPlayStation Experienceで、ゲームプレイの予告編とともに発表された。2017年4月にゲームプレイの動画が発表され、発売日と予約購入特典を発表した。予約購入特典は『ジャック×ダクスター 旧世界の遺産』で、PlayStation 4に移植された。物語の予告編は6月のE3で発表された。本作はPlayStation 4向けに2017年8月22日に北アメリカで発売され、8月23日にヨーロッパで発売され、9月14日に日本で発売された。PlayStation 5用のリマスター版は『海賊王と最後の秘宝』と一緒に、『アンチャーテッド トレジャーハンターコレクション』として2022年1月28日に発売された。Microsoft Windows版はIron Galaxyと共同で開発し、2022年後半に発売される。

### 物語とキャラクター
開発チームは『アンチャーテッド』の主人公であるネイサン・ドレイクを脇役として使うことを試みたが、それは「過分に感じる」ことが分かった。また、チャーリー・カッター、ネイトの娘のキャシー、兄のサム・ドレイク、友人のビクター・サリバンなど他のキャラクターを主人公として考えた。開発チームはサリバンの年齢がゲームプレイを妨げると感じた。最終的に開発チームは、クロエ・フレイザーとナディーン・ロスを描くことに決めた。
クロエとナディーンはそれぞれ『アンチャーテッド 黄金刀と消えた船団』（2009年）と『海賊王と最後の秘宝』に初めて登場する。開発チームは『アンチャーテッド』シリーズで既出の補助的キャラクターとの新しい関係性に重点を置くことにした。これは『The Last Of Us Left Behind –残されたもの-』（2014年）とは異なる。『The Last Of Us Left Behind –残されたもの-』は『The Last of Us』（2013年）のダウンロードコンテンツ（DLC）であり、代わりに「物語の欠けた部分」に焦点を当てている。当初は本作の長さが『The Last Of Us Left Behind –残されたもの-』と同じくらいになることを想定していた。開発が進むにつれて、ゲームがもっと長くなることが分かり、DLCではなく独立したタイトルになり、およそ10時間超の長さになった。
Claudia Blackとローラ・ベイリーは本作でそれぞれクロエとナディーンを演じ、前作に引き続き再度演じることとなった。役者の演技はモーションキャプチャを使って大部分は記録された。残りの音声は後でスタジオで録音された。また、記録映像は役者の顔をデータとして保存し、後でアニメーターが構築する。役者は定期的にキャラクターの開発に貢献した。共同ライターのJosh Scherrは役者がキャラクターの動機により詳しいことに気づき、制作を通して脚本を修正した。本作はクロエの性格を中心に構築された。物語とアートデザインはクロエの皮肉で地に足がついた考え方を反映した。クロエを再度演じる際、Blackは『砂漠に眠るアトランティス』と本作の間にクロエの人生に起きた出来事に興味をそそられた。
開発チームは本作でクロエのデザインを特に重視した。クロエのポニーテールのように見慣れた要素を維持したが、しわなど加齢の小さな兆候を描写した。クロエのデザインと戦い方はネイサン・ドレイクと異なり、クロエのアニメーションは結果として変更された。クロエの倫理基準がネイトより「少し方向性がない」ため、開発チームはクロエの性格が興味深いことに気づいた。クロエは報酬のために芸術品を探すが、自分の家族に関連があるため、ガネーシャの牙の歴史に興味がある。Scherrはこのことが掘り下げるのに興味深いと考えた。また、前作でのクロエの対処メカニズムを掘り下げるのが興味深いと考えた。前作でクロエは自分の身を守るために危険な状況から逃げたが、本作ではリーダーシップのため辛抱強くせざるを得ない。
また、クロエが軍事について専門知識を有するパートナーを必要とし、ナディーンが『海賊王と最後の秘宝』の後により多くの仕事を切望すると開発チームは感じた。このキャラクターの組合せは2人の大きな違いのため、開発チームの興味を引いた。クロエは「おおらかで衝動的」である一方、ナディーンは几帳面で、2人は一緒に仕事をするために自分たちの違いを乗り越える必要がある。キャラクター間の会話が前作以上に必要であるとライターは感じた。開発の間、時折会話が「友好的すぎる」ことに気づき、結果として脚本を修正した。
本作の敵対者であるアサーブはUsman Allyが演じた。Allyはこの役の準備をする際、Escaygと会って「崇高な理由と認識されているものを起源とする」独裁政権での経験を話し合った。Escaygはアサーブをメキシコの軍医José Manuel Mirelesになぞらえて、ドキュメンタリーである『カルテル・ランド』（2015年）を鑑賞した。AllyはMirelesを「立ち上がり、ある種の革命を導くために、自分の部下に対する信頼とカリスマがある人物」であると表現し、アサーブは似たような考え方と欠点を持つと述べた。Allyは歴史上の革命と関連付けることでキャラクターの論理をよりよく理解できることに気づいた。
ScherrとEscaygは物語を執筆した。前作の『アンチャーテッド』シリーズはマルコ・ポーロやヘンリー・エイヴリーのような具体的な歴史上の人物を描写したが、本作は開発期間が短く、集中的な調査あまりできないため、代わりに地域、周囲の哲学と文化に焦点を当てる。ScherrとEscaygは物語のため調査をした際、特にヒンドゥー教と周囲の神話に重点を置いた。開発チームは本作に『アンチャーテッド』1作目から3作目の「わずかに幻想的な感じ」を盛り込むことを目指した。これは、4作目が地に足のついた物語であったため、4作目に欠けていたものである。本作の規模が小さいため、個々のキャラクターや、物語とキャラクターの考え方を掘り下げるのにより良い機会ができるとEscaygは気づいた。また、ゲームプレイを通してキャラクターの感情を明示しようとした。本作の物語により開発チームは『海賊王と最後の秘宝』から削られたゲームプレイの要素を掘り下げることができた。

### アートデザインとゲームプレイ
『海賊王と最後の秘宝』の開けた場所は開発スケジュールにより限定されていたが、本作ではノーティードッグが制作過程を更新して、最大5チームが一度の1つの場所を開発できるようにした。西ガーツ山脈の生物多様性により開発チームはジャングル、山、寺院、広い都市環境など異なる設定を掘り下げることができた。インドの図像や神々も開発チームの興味を引いた。
開発チームは『アンチャーテッド』の戦闘メカニクスを修正し、クロエの体格と戦い方にさらに適合させた。ネイトは騒々しく喧嘩をするように戦うが、クロエはマーシャルアーツの技術を使う。プレイヤーはクロエとゲーム内のカメラを操作することができるが、開発チームはゲームプレイの要素を調整して、特定のショットを構築した。アートディレクターのTate Mosesianは「無作為のものは極めて少ない」と述べた。開発チームはゲーム内のショットを組み立てる際に色を「活用」しようとした。開発中にピッキング用具を購入し、ゲーム内での開錠メカニクスの実装に役立てた。

## 評価

### 批評
レビュー収集サイトMetacriticによると、『アンチャーテッド 古代神の秘宝』は「概ね好意的な」評価を受けた。
『Eurogamer』は「Top 50 Games of 2017」で本作を18位にし、『GamesRadar+』は25 Best Games of 2017で10位にし、EGMNowは25 Best Games of 2017で21位にしたが、『Polygon』は50 best games of 2017で47位にした。
本作はIGNのBest of 2017 Awardsで「Best PlayStation 4 Game」、「Best Action-Adventure Game」、「Best Graphics」、「Best Story」にノミネートされ、『ゲーム・インフォーマー』の2017 Action Game of the Year Awardsで「Best Graphics」を受賞した。

### 売上
本作は日本においてPlayStation 4で初週2万3131本を売り上げた。これは総合売上4位となった。発売週に、イギリスで売上1位になり、発売後5週間でダウンロード版を4万8000本売り上げた。

### 受賞
| 年   | 章                                                         | 部門                                                            | 結果       | 出典          |
| ---- | ---------------------------------------------------------- | --------------------------------------------------------------- | ---------- | ------------- |
| 2017 | Gamescom 2017                                              | Best Console Game (PlayStation 4)                               | ノミネート | [ 51 ]        |
| 2017 | The Independent Game Developers' Association Awards        | Audio Design                                                    | ノミネート | [ 52 ]        |
| 2017 | The Independent Game Developers' Association Awards        | Action and Adventure Game                                       | ノミネート | [ 52 ]        |
| 2017 | The Independent Game Developers' Association Awards        | Diversity Award                                                 | ノミネート | [ 52 ]        |
| 2017 | ゴールデンジョイスティックアワード                         | Best Storytelling                                               | ノミネート | [ 53 ]        |
| 2017 | ゴールデンジョイスティックアワード                         | Best Gaming Performance (Claudia Black)                         | ノミネート | [ 53 ]        |
| 2017 | ゴールデンジョイスティックアワード                         | PlayStation Game of the Year                                    | ノミネート | [ 53 ]        |
| 2017 | The Game Awards 2017                                       | Best Performance (Claudia Black)                                | ノミネート | [ 54 ]        |
| 2017 | The Game Awards 2017                                       | Best Performance (Laura Bailey)                                 | ノミネート | [ 54 ]        |
| 2017 | The Game Awards 2017                                       | Best Action/Adventure Game                                      | ノミネート | [ 54 ]        |
| 2018 | New York Game Awards 2018                                  | Herman Melville Award for Best Writing                          | ノミネート | [ 55 ]        |
| 2018 | New York Game Awards 2018                                  | Great White Way Award for Best Acting in a Game (Claudia Black) | ノミネート | [ 55 ]        |
| 2018 | 45th Annie Awards                                          | Outstanding Achievement for Character Animation in a Video Game | ノミネート | [ 56 ]        |
| 2018 | 16th Visual Effects Society Awards                         | Outstanding Visual Effects in a Real-Time Project               | ノミネート | [ 57 ]        |
| 2018 | 21st Annual D.I.C.E. Awards                                | Outstanding Achievement in Animation                            | ノミネート | [ 58 ] [ 59 ] |
| 2018 | 21st Annual D.I.C.E. Awards                                | Outstanding Achievement in Character (Chloe Fraiser)            | ノミネート | [ 58 ] [ 59 ] |
| 2018 | 21st Annual D.I.C.E. Awards                                | Outstanding Achievement in Sound Design                         | ノミネート | [ 58 ] [ 59 ] |
| 2018 | 21st Annual D.I.C.E. Awards                                | Adventure Game of the Year                                      | ノミネート | [ 58 ] [ 59 ] |
| 2018 | 21st Annual D.I.C.E. Awards                                | Outstanding Achievement in Game Direction                       | ノミネート | [ 58 ] [ 59 ] |
| 2018 | 2018 National Academy of Video Game Trade Reviewers Awards | Animation, Artistic                                             | ノミネート | [ 60 ] [ 61 ] |
| 2018 | 2018 National Academy of Video Game Trade Reviewers Awards | Art Direction, Contemporary                                     | ノミネート | [ 60 ] [ 61 ] |
| 2018 | 2018 National Academy of Video Game Trade Reviewers Awards | Camera Direction in a Game Engine                               | ノミネート | [ 60 ] [ 61 ] |
| 2018 | 2018 National Academy of Video Game Trade Reviewers Awards | Direction in a Game Cinema                                      | ノミネート | [ 60 ] [ 61 ] |
| 2018 | 2018 National Academy of Video Game Trade Reviewers Awards | Game, Franchise Adventure                                       | 受賞       | [ 60 ] [ 61 ] |
| 2018 | 2018 National Academy of Video Game Trade Reviewers Awards | Lighting/Texturing                                              | ノミネート | [ 60 ] [ 61 ] |
| 2018 | 2018 National Academy of Video Game Trade Reviewers Awards | Performance in a Drama, Lead (Claudia Black)                    | ノミネート | [ 60 ] [ 61 ] |
| 2018 | 2018 National Academy of Video Game Trade Reviewers Awards | Performance in a Drama, Lead (Laura Bailey)                     | ノミネート | [ 60 ] [ 61 ] |
| 2018 | 2018 National Academy of Video Game Trade Reviewers Awards | Performance in a Drama, Supporting (Troy Baker)                 | ノミネート | [ 60 ] [ 61 ] |
| 2018 | 2018 National Academy of Video Game Trade Reviewers Awards | Sound Editing in a Game Cinema                                  | 受賞       | [ 60 ] [ 61 ] |
| 2018 | 2018 Italian Video Game Awards                             | People's Choice                                                 | ノミネート | [ 62 ]        |
| 2018 | 2018 Italian Video Game Awards                             | Best Character (Nadine)                                         | ノミネート | [ 62 ]        |
| 2018 | 2018 SXSWゲーム賞                                          | Excellence in SFX                                               | ノミネート | [ 63 ] [ 64 ] |
| 2018 | 2018 SXSWゲーム賞                                          | Excellence in Technical Achievement                             | ノミネート | [ 63 ] [ 64 ] |
| 2018 | 16th Annual Game Audio Network Guild Awards                | Audio of the Year                                               | ノミネート | [ 65 ]        |
| 2018 | 16th Annual Game Audio Network Guild Awards                | Sound Design of the Year                                        | ノミネート | [ 65 ]        |
| 2018 | 16th Annual Game Audio Network Guild Awards                | Best Cinematic/Cutscene Audio                                   | 受賞       | [ 65 ]        |
| 2018 | 16th Annual Game Audio Network Guild Awards                | Best Dialogue                                                   | 受賞       | [ 65 ]        |
| 2018 | 16th Annual Game Audio Network Guild Awards                | Best Audio Mix                                                  | 受賞       | [ 65 ]        |
| 2018 | 14th British Academy Games Awards                          | Artistic Achievement                                            | ノミネート | [ 66 ] [ 67 ] |
| 2018 | 14th British Academy Games Awards                          | Audio Achievement                                               | ノミネート | [ 66 ] [ 67 ] |
| 2018 | 14th British Academy Games Awards                          | Performer (Claudia Black)                                       | ノミネート | [ 66 ] [ 67 ] |
| 2018 | 14th British Academy Games Awards                          | Performer (Laura Bailey)                                        | ノミネート | [ 66 ] [ 67 ] |
| 2018 | 2018 ウェビー賞(en)                                        | Best Music/Sound Design (People's Voice)                        | 受賞       | [ 68 ]        |